# Tours Société Générale
La Tours Société Générale è un complesso edilizio costituito da due grattacieli che ospita uffici, situato alLa Défense, a Nanterre, comune francese alla periferia di Parigi.

## Storia
Le torri furono inaugurate nel 1995 per diventare la sede della Société Générale, uno dei più grandi gruppi bancari della Francia. Prima della costruzione delle torri gemelle, la sede della Société Générale si trovava a Parigi.
Nonostante l'ampio spazio per uffici disponibile nelle attuali torri gemelle, la Société Générale aveva bisogno di ancora più spazio e così lanciò la costruzione di un terzo grattacielo, il Tour Granite alto 183 m, che si trova immediatamente dietro le torri gemelle e venne aperto nel 2008.